# Чайка (квартал на Варна)
Вижте пояснителната страница за други значения на Чайка.
„Чайка“ е квартал в район Приморски на гр. Варна. Населението му е около 20 000 жители.
Разположен е северно от Морската градина и източно от центъра на града. Цените на старо строителство в района надвишават тези на новото строителство в по-западните квартали на града, благодарение на близостта си до морето и „Морската градина“. Характерен с богатата си зеленина, той е добре уреден и благоустроен, има директни връзки с центъра на града и с курортите. Граничи с главния път на Българското Черноморие. Автобусните линии на „Градски транспорт“-Варна, обслужващи квартала, са № 9, 14, 17А, 31, 31А, 39, 86 – тролейбус, 118, 148, 209 и 409.
Кварталът е построен като комплекс от затворен тип през 70-те и 80-те години на XX век. „Чайка“ е бивша вилна зона, старото и име е „Рупи“, земята под нея е държавна, отчуждена от хората по времето на социализма, за строителство на едропанелни сгради, като всички собственици на земи там са били обезщетени. Въпреки това след 1990 г., след няколко спорни съдебни решения, там са реституирани около 20 парцела. Поземлените имоти, в които се намират училищата, са общински. Чайка е единственият квартал на Варна, разположен предимно на държавна земя.
В „Чайка“ се намират 2 основни училища – „Георги Сава Раковски“, „Захари Стоянов“ както и средните V езикова гимназия, Математическа гимназия „Д-р Петър Берон“ и Спортно училище „Георги Бенковски“.
В непосредствена близост до квартала се намират 2 стадиона – градският „Варна“, който сега не функционира и „Тича“ на ПФК „Черно море“. Изградени са детски градини и супермаркети. Плажовете край квартал „Чайка“ са сред най-посещаваните в града. На тях често се провеждат състезания по плажен волейбол.
- Снимки от квартал „Чайка“
- Изглед от квартал „Чайка“ към Варненския залив и нос Галата
- Квартал „Чайка“

## Личности
- Даниел Вълчев, бивш вицепремиер и министър на образованието и науката